# Chertek Ančimaa-Toka
Chertek Amyrbitovna Ančimaa-Toka, rusky Хертек Амырбитовна Анчимаа-Тока, (1. ledna 1912 Baj-Tajginský chošún – 4. listopadu 2008 Kyzyl) byla sovětská tuvinská politička, která byla v letech 1940–1944 předsedkyní Malého churalu Tuvinské lidové republiky. Byla manželkou Salčaka Toky, který byl nejvyšším vůdcem republiky v letech 1932 až 1973.

## Životopis
Chertek Ančimaa se narodila nedaleko města Kyzyl-Dag, v dnešním Baj-Tajginském chošúnu. Nedlouho před jejím narozením došlo ke kolapsu říše Čching a Tannu Urjanchaj získal samostatnost pod mongolskou a tuvinskou šlechtou. Ančimaa se narodila jako třetí dítě v rodině rolníků. Na jaře 1918 si epidemie neštovic v regionu vyžádala otce a jednu ze sester, o Ančimu a její čtyři další sourozence se musela starat matka sama. Šestiletá Ančimaa byla svěřena do pěstounství do majetnější větve rodiny.
Ruský protektorát byl založen nad Tuvou (Urjanchajský kraj) v roce 1914, nicméně tento oblast se stala bojištěm v ruské občanské válce po roce 1917, kde se faktická kontrola nad územím a hlavním městem Belocarsk několikrát změnila mezi rudými a bílými. Konzervativní síly v Tuvě však byly poraženy v roce 1920 a Lidová republika Tannu Tuva byla vyhlášena 17. srpna 1921. Nová sověty podporovaná vláda výrazně zvýšila možnosti vzdělávání a následně se gramotná Ančimaa dokázala naučit psát a číst v mongolštině. Ve věku 18 let, kdy byla zavedena první národní tuvinská abeceda, byla jednou z prvních, kdo se ji naučil, a následně ji přijal stát, aby vyučovala jazyk ostatní jako členka Svazu revoluční mládeže (Revsomol), mládežnické křídlo Tuvinské lidové revoluční strany (TLRS) a obdoby Komsomolu KSSS.
O rok později začala Ančimaa pracovat jako úřednice a technická tajemnice Barun-Chemčikského chošúnu, pomáhala při dohledu nad místní hospodářskou výrobou a pokračovala v práci na vymýcení negramotnosti v chošúnu. Její energie a úspěch v těchto úkolech přitáhly pozornost místního vedení strany. Byla přijata do TLRS a mimo jiné byla poslána na Komunistickou univerzitu pracujících východu v Moskvě, což bylo spojeno s cestou dlouhou 5000 km. Když byla Ančimaa dotázána výběrovou komisí univerzity v Kyzylu „Kde je Moskva“, připustila, že to nevěděla, ale řekla: „Pokud mě tam pošlete, budu vědět, kde to je.“ Kromě studia se studenti účastnili přednášek slavných sovětských politiků; setkání s Naděždou Krupskou prý výrazně Ančimu ovlivnila. Jejich vzdělání a živobytí v Moskvě bylo zcela financováno státem, nicméně vzdělání bylo pro Tuvany náročné kvůli nízké úrovni základního vzdělání a požadavku na plynulé užívání ruštiny. Ančimaa byla jedním z pouhých 11 tuvinských studentů, kteří nakonec promovali.
Po návratu v roce 1935 byla Anchimaa jedním z několika nedávných absolventů univerzity, která byla kvůli politickému a administrativnímu vzdělání v Moskvě a jejich dodržování stalinistické ideologie zařazena do politické důvěry v TLRS. v roce 1935, kdy byla Anchimaa pověřena propagandistickým oddělením Revsomolu. V roce 1938 se stala ředitelkou tuvinského Ženotdělu (analogická instituce sovětského Ženotdělu) a předsedkyní ženské sekce Ústředního výboru TLRS. Na obou těchto pozicích se Ančimaa ujala vedoucí úlohy při koordinaci akcí na zlepšení sociálních a ekonomických podmínek pro ženy, zejména na vymýcení negramotnosti a na podporu pracovních a vzdělávacích příležitostí pro ženy v tuvinské společnosti.
Vzdělání Ančimaa znamenalo, že na počátku třicátých let minulého století chyběla v době „kulturní revoluce“ Tuvy, během níž místní šlechta, lámové a buddhistické kláštery byly zbaveny jejich moci a majetku. Tuvinská stáda a zemědělství byly agresivně kolektivizovány podle sovětského modelu, reformy se však ukázaly jako velmi nepopulární a postupně byly zvráceny. Sovětské zasahování do místních záležitostí však bylo časté a TLRS byla postupně očištěna, aby bylo zajištěno její dodržování stalinistické ideologie. První čistky vynesly roku 1932 prostalinského Salčaka Toku, do čela strany (stal se jím po popravě kdysi mocného Donduka Kuulara). Velká čistka probíhala i během pozdních 30. let po operacích režírovaných NKVD v Tuvinské republice, která měla odhalit „pravicové oportunisty“. Mezi přední „kontrarevolucionáře“ a „japonské špiony“ byli zahrnuti předseda sovětu ministrů Sat Čurmit-Dažy a předseda prezidia Malého churalu Adyg-Tjuljuš Chemčik-ool. Jako vedoucí člen strany Ančimaa zasedala na zvláštním soudu, který byl ustanoven, aby vyšetřil obvinění. Soud jednomyslně shledal vinnými všech devět obžalovaných a odsoudil je k smrti. I když čistky byly velmi malé ve srovnání s čistkami, které se odehrávaly jinde v Sovětském svazu, v kombinaci se zatčeními a popravami NKVD byla zajištěna úplná nadvláda nad TLRS a republikou promoskevskými stalinisty.
V dubnu 1940 se Ančimaa stala předsedkyní prezidia Malého churalu, tedy hlavou státu Tuvinské lidové republiky. Tím se stala první ženskou hlavou státu v moderní době, která titul nezdědila. Tím překonala úspěch komunistky Alexandry Kollontajové, která se v roce 1917 stala prvním ministryní vlády na světě. Nedostatek diplomatického uznání Tuvinské republiky a události druhé světové války způsobily, že tento mezník zůstal po určitou dobu nepovšimnut. Až do úřadování Vigdís Finnbogadóttir v roce 1985 byla Ančimaa také nejdéle vládnoucí nedědičná hlava státu. V roce 1940 se provdala za generálního tajemníka TLRS Salčaka Toka . Po manželství si zachovala své rodné jméno (což bylo u komunistů a revolucionářů běžné) a změnila jej až poté, co její manžel zemřel v roce 1973. Manželé patřili k nejmocnějším politickým osobnostem Tuvinské republiky a společně Ančimaa a Toka v následujících třech desetiletích ovládaly tuvinskou politiku.
Jako předsedkyně prezidia vedla rozsáhlou korespondenci se svým rovnocenným sovětským kolegou Michailem Kalininem. Její období se shodovalo s Velkou vlasteneckou válkou, ve které převzala vedoucí roli v mobilizaci zdrojů a pracovních sil republiky, aby pomohla Sovětskému svazu v obraně před německou invazí. Během dvou let se k Rudé armádě připojilo přes 200 dobrovolníků a ekonomika republiky byla plně věnována službě válce. Během války se zintenzivnila tuvinská orientace na Moskvu, přičemž tuvinská latinka byla nahrazena upravenou cyrilicí, rusifikaci sociálních a ekonomických praktik. Tyto trendy vyvrcholily v roce 1944 peticí, kterou vedli Toka a Ančimaa, aby se republika stala součástí SSSR. Sověti, kteří si přáli nerostné zdroje republiky a trvalý konec mongolsko-čínských geopolitických intrik nad regionem, žádosti vyhověli a stát formálně přestal existovat v listopadu 1944.
Poté se TLRS stala místní pobočkou KSSS, kterou Salčak Toka nadále vedl. Ančimaa se stala místopředsedkyní výkonného výboru v tuvinské pobočce KSSS, kde si v Tuvě udržela vedoucí úlohu v sociálních záležitostech a pokračovala ve své práci v oblasti umění a gramotnosti. V roce 1962 se stala místopředsedkyní tuvinského sovětu ministrů, což byla druhá nejdůležitější pozice v tuvinské sovětské vládě, která byla zodpovědná za sociální péči, zdraví, vzdělávání, kulturu, sport a propagandu.
V roce 1972 odešla do důchodu, po smrti jejího manžela v roce 1973 přijala příjmení „Ančimaa-Toka“ a vedla tichý život až do své smrti. Ančimaa-Toka zemřela 4. listopadu 2008 v Tuvě. Bylo jí 96.